# Sun Shangxiang

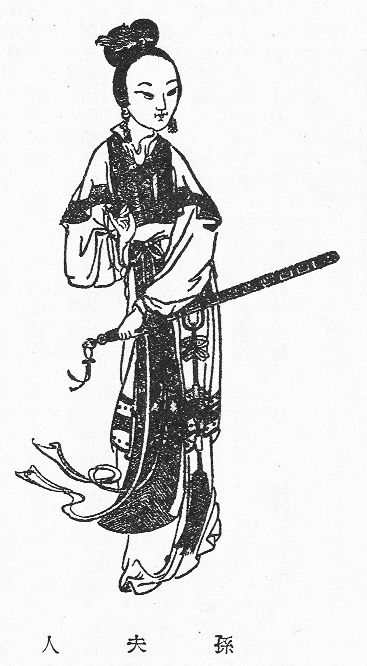
Illustration einer Qing-Ausgabe der Geschichte der Drei Reiche.

Sun Shangxiang (chinesisch 孫尚香 / 孙尚香, Pinyin Sūn Shàngxiāng; * 192, † im 3. Jahrhundert) war die einzige Tochter des chinesischen Warlords Sun Jian und seiner Gemahlin Wu. Sie hatte vier Brüder: Sun Ce, Sun Quan, Sun Yi und Sun Kuang. In Kunst und Dichtung wird sie oft jungenhaft dargestellt, und ihre Dienerinnen bewachen sie.
Während aus historischen Quellen wenig über ihr Leben bekannt ist, erhält ihre Figur in Luo Guanzhongs historischem Roman Die Geschichte der Drei Reiche mehr Signifikanz. Ihr Bruder Sun Quan, inzwischen Herrscher von Wu, verlobt sie mit dem Warlord Liu Bei, um seine Allianz mit ihm zu stärken. Allerdings stellt sich dieses Versprechen als eine Falle des Generals Zhou Yu heraus, um Liu Bei zur Rückgabe der Jing-Provinz zu zwingen. Bevor es dazu kommt, flieht Liu Bei mit Sun Shangxiang in sein Reich Shu. Auf der Flucht beweist sie sich in der Abwehr der sie verfolgenden Wu-Offiziere als tapfer und kühn, und sie verliebt sich in Liu Bei.
Als Liu Bei einst auf einem Feldzug in der Yi-Provinz weilt, lässt Sun Quan die falsche Nachricht verlauten, dass seine Mutter schwer krank sei und ihre Tochter mit deren Stiefsohn Liu Shan ein letztes Mal zu sehen wünscht. Sun Quans Plan ist, den jungen Sohn Liu Beis als Geisel zu nehmen. Als Sun Shangxiang aufbrechen will, verwehrt ihr der General Zhao Yun, den jungen Erben mit sich nach Wu zu nehmen. Sun Shangxiang geht allein nach Wu und sieht Liu Bei niemals wieder. Als sie später vom Tod Liu Beis nach der Schlacht von Xiaoting erfährt, reitet sie in den Wald hinaus und stürzt sich in einen Fluss.
Unter den Frauengestalten des Romans hat sie einen ungewöhnlichen Charakter. Sie ist von feuriger und entschlossener Wesensart, sehr im Kontrast zu der Verführerin Diaochan. In der Videospielserie Dynasty Warriors, in der sie als spielbare Heldin mit dem Shakram kämpft, kommt ihr Wesen aus dem Roman zur Geltung.
| Personendaten    | Personendaten                                                                                |
| ---------------- | -------------------------------------------------------------------------------------------- |
| NAME             | Sun, Shangxiang                                                                              |
| ALTERNATIVNAMEN  | Sūn, Shàngxiāng (Pinyin); 孫尚香 (chinesisch, Langzeichen); 孙尚香 (chinesisch, Kurzzeichen) |
| KURZBESCHREIBUNG | einzige Tochter des chinesischen Warlords Sun Jian und seiner Gemahlin Wu                    |
| GEBURTSDATUM     | 192                                                                                          |
| STERBEDATUM      | 3. Jahrhundert                                                                               |